# Famille Roederer
Pour les articles homonymes, voir Roederer.
La famille Roederer est une famille de la noblesse française subsistante, originaire de Lorraine.
Elle compte parmi ses membres des hommes de loi mais également deux pairs de France au XIXe siècle. Certains eurent d'éminentes fonctions. Elle a donné son nom à une maison de champagne qui existe toujours.

## Histoire
Antoine-Marie Roederer fait remonter la filiation de sa famille à l'année 1676[réf. incomplète][réf. à confirmer].
Régis Valette indique qu'elle est originaire de Lorraine (Metz), qu'elle a été anoblie par la dispense de payer le Marc d'or en 1780, et qu'elle obtint un titre de comte d'Empire en 1808.
La famille est subsistante en 2024.

## Personnalités
- Pierre-Louis Roederer (1711-1789), dit l'ancien, né à Vic-sur-Seille, fils de Jean-Georges Roederer et de Jeanne Lionnet, juriste messin, élu cinq fois bâtonnier des avocats au Parlement de Metz.
- Pierre-Louis Roederer (1754-1835), fils du précédent, député aux États généraux de 1789, il prend une part active aux événements révolutionnaires parisiens, avocat, journaliste, dramaturge et homme politique français du XIXe siècle. Il est ambassadeur de France aux États-Unis (1800), sénateur de l'Empire (1802-1814), académicien de 1803 à 1816 (fauteuil 6), titré comte d'Empire en 1808, pair de France (1815 puis 1832-1835), grand officier de la Légion d'honneur, grand dignitaire de l'ordre royal des Deux-Siciles.
- Antoine-Marie Roederer (1782-1865), fils du précédent, préfet français du Premier Empire, auteur d'ouvrages, dont l'un sur sa famille. Pair de France (1845).
- Louis Roederer (1809-1870), négociant, conseiller général de la Marne (1852-1861). En 1833 il avait donné son nom à la Maison Dubois Père & Fils, maison de Champagne  qui avait été fondée en 1776 à Reims. La maison Champagne Louis Roederer existe toujours et appartient depuis 1975 à la famille Rouzaud[4].
- Louis Roederer, fils du précédent, député (1877-1878).
- Pierre Louis Roederer (1856-1940), chef d'escadron, conseiller général, maire, président de Saint-Gobain de 1931 à 1936.

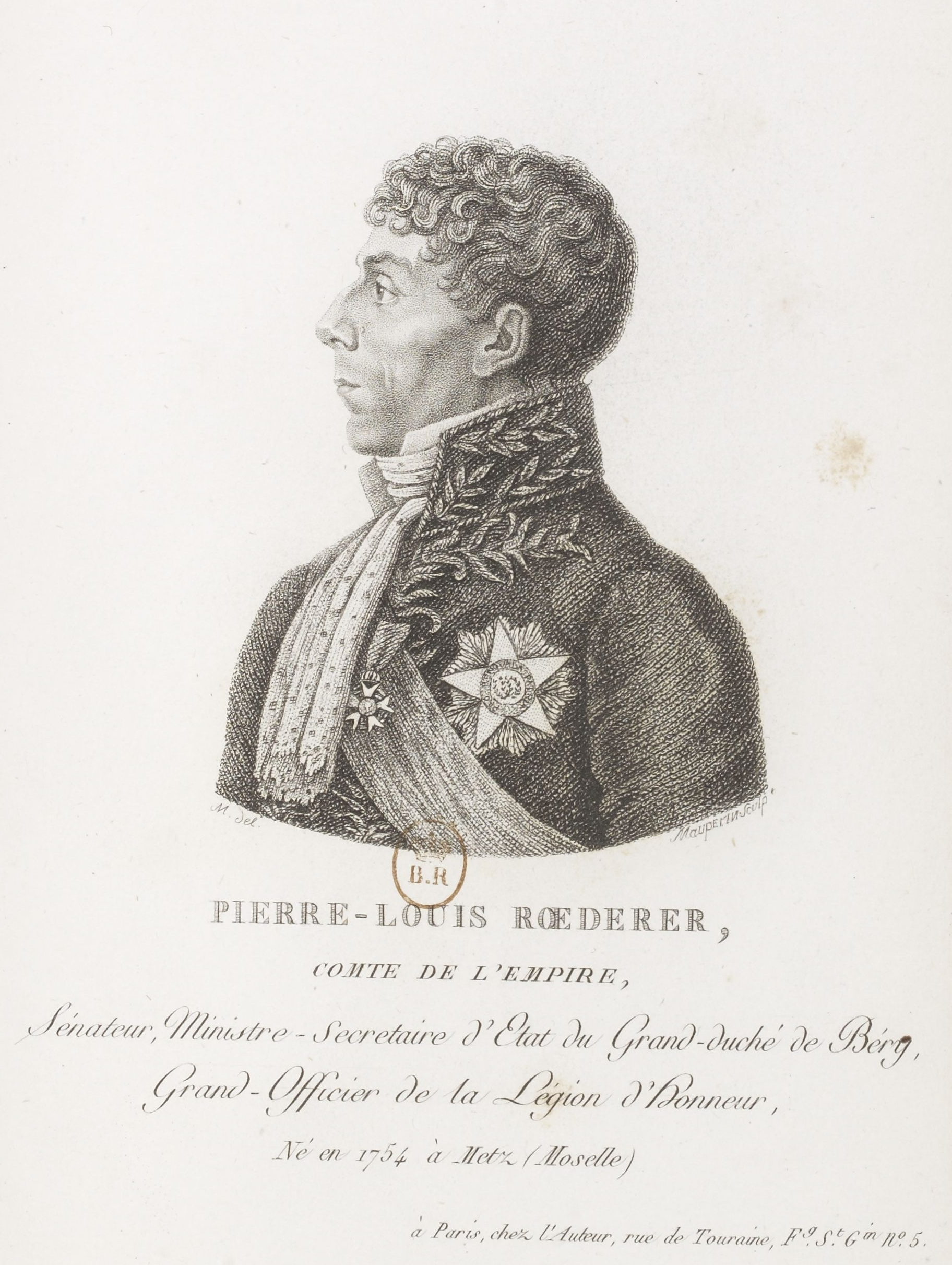
Pierre-Louis Roederer (1754-1835)
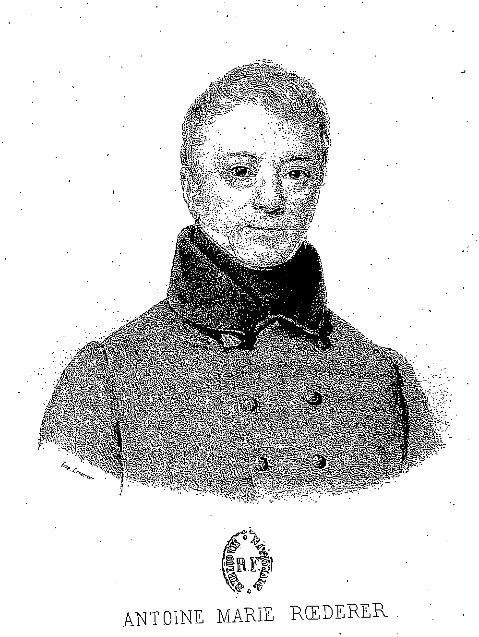
Antoine-Marie Roederer (1782-1865)
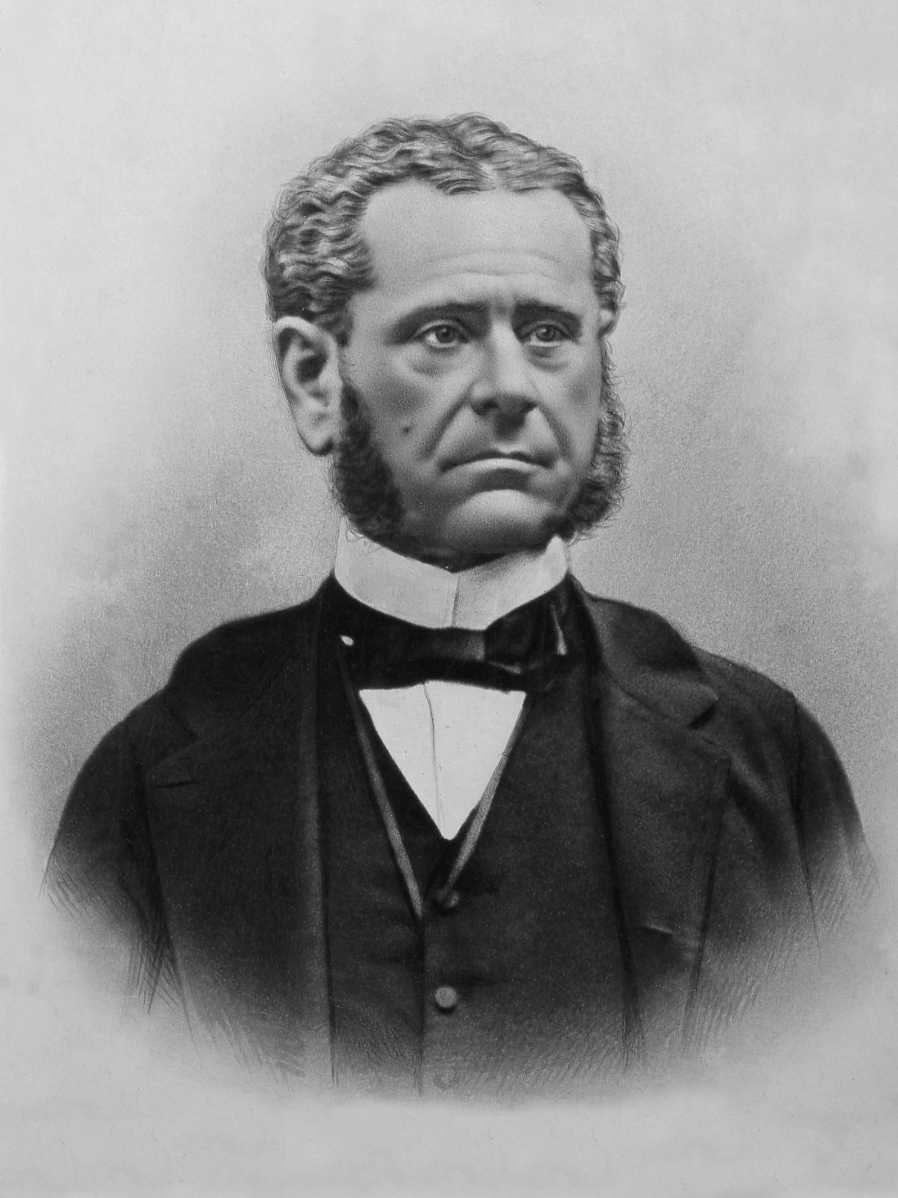
Louis Roederer (1809-1870)
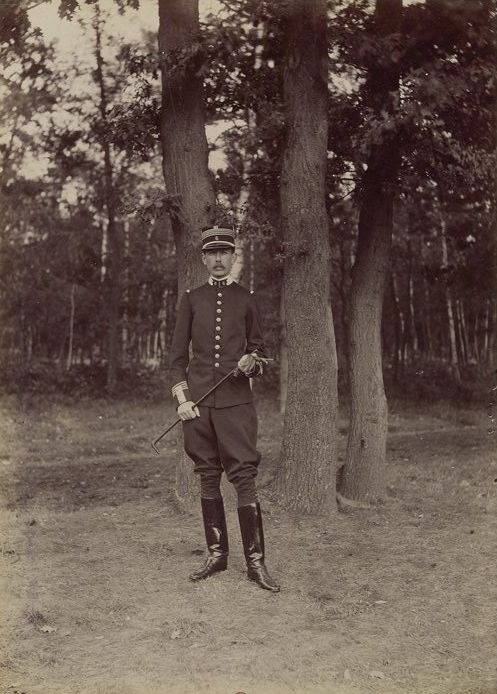
Pierre Louis Roederer (1856-1940)

## Armes, titre
- Armes : Écartelé : 1 des comtes sénateurs de l'Empire ; 2 de gueules à la tête de lion d'or ; 3 d'argent au saule de sinople ; 4 échiqueté d'or et d'azur.[2]
- Titre : comte (1808)[2]

## Postérité
En souvenir de Pierre-Louis Roederer (1754-1835) :
- Roederer a été représenté par David dans le Serment du Jeu de Paume, bien qu’il n’y fût pas présent.
- Son portrait le plus connu a été dessiné par Jean Urbain Guérin et gravé par Franz Gabriel Fiesinger.
- David d'Angers a sculpté en 1833 un médaillon en bronze à son effigie (musée David d’Angers, à Angers).
- Il est incarné par Louis Jouvet dans le film La Marseillaise (1938) de Jean Renoir.

Le nom de Pierre-Louis Roederer a été donné à deux rues de l’Orne :
- La rue du Comte-Roederer à Alençon, où il résida comme sénateur. Elle fut ainsi dénommée le 21 février 1963[5].
- La rue Pierre-Louis-Roederer à Essay (canton du Mêle-sur-Sarthe), où il fut nommé maire en 1830.

Une rue de Metz porte également son nom (rue Roederer à Metz-Queuleu).